# Thomas Meisinger
Thomas Meisinger (* 29. April 1957) ist ein ehemaliger deutscher Skispringer, der für die DDR-Nationalmannschaft startete.

## Werdegang
Meisinger, der für den SC Dynamo Klingenthal startete, hatte seinen ersten Erfolg bei der Vierschanzentournee 1976/77. Nach Rang 12 auf der Schattenbergschanze in Oberstdorf landete er in Garmisch-Partenkirchen auf dem 11. Rang. Auf der Bergiselschanze in Innsbruck erreichte er den 10. Platz, bevor er in Bischofshofen auf der Paul-Außerleitner-Schanze als Vierter nur knapp seinen ersten Podiumsplatz verpasste. In der Tournee-Gesamtwertung landete er auf dem sechsten Rang.
Im Februar 1977 bei den DDR-Skimeisterschaften 1977 in Oberwiesenthal holte er Gold auf der Großschanze und Silber auf der Normalschanze.
Am 13. März 1977 erzielte er mit 98,5 Metern den letzten Schanzenrekord auf dem legendären Holmenkollbakken in Oslo vor dessen Umbau. Beim Czech-Marusarzówna-Memorial 1977 gelang ihm kurz darauf ein Sieg. Bei der Schweizer Springertournee 1978 siegte Meisinger ebenfalls, in der Gesamtwertung wurde er Zweiter.
Mit dem Start bei der Vierschanzentournee 1979/80 gab er sein Debüt im Skisprung-Weltcup. Mit Rang 13 in Garmisch-Partenkirchen gewann er bereits bei seinem zweiten Weltcup erste Punkte. Auch in Bischofshofen holte er als Sechster Punkte. Zum Saisonende gelang ihm am Holmenkollen in Oslo erneut dieser Rang. In der Weltcup-Gesamtwertung erreichte er mit insgesamt 23 Punkten Rang 38.
Bei den DDR-Skimeisterschaften 1980 in Klingenthal gewann er hinter Henry Glaß die Silbermedaille von der Großschanze.
Bei seiner letzten Saison 1980/81 startete er noch einmal im Rahmen der Vierschanzentournee 1980/81, konnte aber an den Erfolg aus dem Vorjahr nicht mehr anknüpfen. Die Tournee beendete Meisinger als 12. der Gesamtwertung und die Weltcup-Saison als 57. der Gesamtwertung.
Heute ist Thomas Meisinger beim Vogtländischen Skiclub Klingenthal angestellt und auch für die Präparierung der Weltcupanlagen in der Vogtland Arena verantwortlich.

## Erfolge

### Weltcup-Platzierungen
| Saison  | Platz | Punkte |
| ------- | ----- | ------ |
| 1979/80 | 38.   | 23     |
| 1980/81 | 57.   | 10     |

### Vierschanzentournee-Platzierungen
| Saison  | Platz | Punkte |
| ------- | ----- | ------ |
| 1976/77 | 06.   | 845,7  |
| 1979/80 | 18.   | 843,4  |
| 1980/81 | 12.   | 828,2  |